# Trouble
Trouble prvi je studijski album engleskog hard rock sastava Whitesnake, objavljen 1978. godine. Lider sastava je David Coverdale jedan od osnivača legendarne rock grupe Deep Purple. Album je 1978. godine izašao s deset skladbi, dok je 2006. godine na reizdanju izašao s četiri bonus pjesme.

## Popis pjesama
1. "Take Me With You" (David Coverdale, Micky Moody) – 4:45
2. "Love to Keep You Warm" (Coverdale) – 3:44
3. "Lie Down" (A Modern Love Song) (Coverdale, Moody) – 3:14
4. "Day Tripper" (John Lennon, Paul McCartney) – 3:47
5. "Night Hawk" (Vampire Blues) (Coverdale, Bernie Marsden) – 3:39
6. "The Time Is Right for Love" (Coverdale, Moody, Marsden) – 3:26
7. "Trouble" (Coverdale, Marsden) – 4:48
8. "Belgian Tom's Hat Trick" (Moody) – 3:26
9. "Free Flight" (Coverdale, Marsden) – 4:06
10. "Don't Mess With Me" (Coverdale, Moody, Marsden, Neil Murray, Jon Lord, Dave Dowle) – 3:25

#### Bonus pjesme (2006.)
1. "Come On" (Coverdale, Marsden) – 3:32
2. "Bloody Mary" (Coverdale) – 3:21
3. "Steal Away" (Coverdale, Moody, Marsden, Murray, Pete Solley, Dowle) – 4:19
4. "Ain't No Love in the Heart of the City" (Michael Price, Dan Walsh) – 5:06

## Zasluge
- David Coverdale – vokali
- Micky Moody – gitara
- Bernie Marsden – gitara
- Neil Murray – bas-gitara
- Jon Lord – klavijature
- Dave Dowle – bubnjevi